# José Alegre
José Alegre y Albano (Calatayud, 11 de mayo de 1794-5 de noviembre de 1865) fue un escultor español.

## Biografía
Natural de Caltayud, fue miembro de la Real Academia de Nobles y Bellas Artes de San Luis de Zaragoza. En 1849, se colocó en Nuestra Señora del Pilar de dicha población, cercando el segundo vestíbulo que da entrada a la iglesia, un cancel en su mayor parte de nogal y con muchos relieves —«precioso», según Ossorio y Bernard—, que representaba alegorías de la virgen. Obra suya, su importe ascendió a los sesenta mil reales.
En la Exposición de Bellas Artes celebrada en aquella capital en 1850, presentó algunos trabajos de su mano. Su hijo, Ramón, también fue escultor y participó en esa misma exposición con un Mercurio modelado en barro por el que recibió la medalla de plata. Su otro hijo, Mariano, también fue escultor.
Aunque Ossorio y Bernard fecha su fallecimiento en 1867, según el Diccionario biográfico español falleció en 1865, a los 71 años de edad.